# JJ72
JJ72 est un groupe de rock indépendant irlandais, originaire de Dublin. Après s'être formé en 1996, ils signent au label Lakota Records en 1999, publiant deux albums à succès avant de se séparer en 2006.

## Biographie

### Formation et débuts (1996–1998)
Le groupe est formé en 1996 par le chanteur et guitariste Mark Greaney et le batteur Fergal Matthews, pendant leurs études au Belvedere College. Greaney a grandi à Dublin, où il vivait pendant un temps à côté de Phil Lynott. Matthews est originaire de County Meath. Le nom de JJ72 dérive d'une fenêtre au Belvedere College, qui était constituée de 72 bocaux de confitures (jam jars). Ils citent Nirvana, Mudhoney et Joy Division comme inspirations. Après avoir auditionné plusieurs bassistes, ils se rabattent sur leur camarade d'école Garvin Smith en 1996. Après quelques concerts, Smith part, et Greaney et Matthews auditionnent de nouveau d'autres bassistes. Deux bassistes joueront brièvement au sein du groupe ; en 1997, Greaney et Matthews entrent en studio en duo pour enregistrer leur première démo. Ils l'envoient à des labels locaux, sans grand succès. 
En 1998, ils laissent tomber leurs études pour se consacrer à leur groupe ; ils jouent un concert au pub de Behan à Dublin, et reçoivent une demande pour passer à la télévision locale. Ils recrutent ensuite Hilary Woods, que Greaney connait depuis plusieurs années déjà. Bien que récemment pris à la basse, Woods devient membre permanent en janvier 1999. Ils enregistrent une nouvelle démo, et auront même un article dans le magazine Select. Ce petit succès attire l'intérêt du label Lakota Records, branche de Sony, qui signera le groupe à la mi-1999.

### Succès commercial (1999–2002)
Plusieurs démos, Pillows, October Swimmer, Snow et Long Way South voient le jour entre 1999 et 2000. October Swimmer est publié en novembre 1999, et nommé « single de la semaine » sur la BBC Radio 1 par DJ Mark Radcliffe,. Ils sont soutenus par The Dandy Warhols et My Vitriol. Long Way South", sorti en mai 2000, est un succès qui atteint la 68e place des classements britanniques, et les mène à jouer aux Glastonbury, Reading and Leeds plus tard dans l'année.
À l'été 2000, le groupe publie son premier album, JJ72. Succès critique et public à la fois (l'album se plaçant à la 16e place des charts britanniques), l'album se vend à plus de 500 000 exemplaires en Irlande et au Royaume-Uni. De cet album sont extraits les singles Snow (qui est réédité à l'hiver 2001), October Swimmer, Oxygen et Algeria : tous se placent dans le top 30 des charts britanniques. Le groupe tourne ensuite pendant un an afin de promouvoir l'album, d'abord sur la tournée du NME, puis dans les principaux festivals d'été. Les shows étaient cataclysmiques, à la fois puissants et lyriques, la voix de Greaney, sibylline sur l'album se faisant plus rauque en live. Le groupe jouait en concert leur futur single Formulae ainsi qu'une reprise de Joy Division, Warsaw. Le groupe a également publié de nombreuses faces-B, dont les reprises de Black Eyed Dog de Nick Drake et de It's a Sin des Pet Shop Boys.

### Retour et séparation (2003–2006)
Leur second album I to Sky, produit par Flood et Alan Moulder, fut publié en avril 2002. Cette fois l'album fut vilipendé par la critique car trop poli. En sont extraits le magnifique et puissant Formulae et le plus pop Always and Forever. Les faibles ventes de l'album causent la fin du contrat entre JJ72 et le label Lakota, qui les soutenait depuis leurs débuts. Le groupe n'a que peu tourné pour cet album, et semble tombé aux oubliettes. Le départ d'Hilary Woods en mars 2003 n'arrange en rien les affaires du groupe.
À sa place est recrutée la canadienne Sarah Fox. JJ72 Mk 2 a publié deux singles, She's Gone et Coming Home. Vu les faibles ventes du single, l'album se fait attendre depuis plus d'un an (sortie prévue dès septembre 2005), ce qui laisse craindre pour l'avenir du groupe. Un des mystères entourant le groupe est la signification du nom « JJ72 ». Mark Greaney n'a jamais avoué ce que ce nom voulait dire. Les rumeurs les plus folles ont couru, dont celle disant qu'il s'agirait du poids en livres de Janis Joplin à sa mort. Comme pressenti, le groupe se sépare en juin 2006 faute d'accord avec la maison de disques Sony BMG, le troisième album ne verra donc jamais le jour.

### Post-séparation
Mark Greaney embarque pour une tournée en solo en mai 2007. Il forme ensuite un groupe appelé Concerto For Constantine, qui le comprend lui (guitare et chant), Gavin Fox (ex-Idlewild/Turn/Vega4 à la basse) et Binzer (ex-BellX1/Frames/Halite à la batterie). Le groupe joue en Irlande pour la tournée 2fm 2moro 2our en novembre 2007, et joue avec les Smashing Pumpkins à Belfast et Dublin au printemps 2008.
Sarah Fox joue de la basse dans un groupe appelé Lluther, mais quittera le groupe pour s'abonner au design graphique. Fergal Matthews vit en Norvège, et s'implique à la batterie pour le groupe Blodhevn. Woods devient artiste visuelle pour son projet solo The River Cry ; son premier album est publié le 14 février 2013.

## Discographie

### Singles
- 1999 : Pillows (Oxygen)
- 1999 : October Swimmer
- 2000 : Snow
- 2000 : Long Way South
- 2000 : Oxygen (#23 UK)
- 2000 : October Swimmer (#29 UK)
- 2001 : Snow (#21 UK)
- 2002 : Formulae (#28 UK)
- 2003 : Always And Forever (#42 UK)
- 2005 : She's Gone
- 2005 : Coming Home (#52 UK)